# Rtas 'Vadum
Rtas 'Vadum, o simplemente 'Vadum es el Comandante de la Nave Shadow of Intent, nave capital de la Flota Sangheili, anteriormente fue el comandante de las fuerzas especiales del Covenant Spec Ops.

## Historia
Rtas 'Vadum es asignado a investigar el ataque a una Nave de Soporte Agrícola, llamada Infinite Succor, que estaba en la flota de Particular Justice y surtía de comida a la flota y sus soldados. Pensando que quienes abordaron el Infinite Succor eran humanos, cual fue su sorpresa cuando Rtas 'Vadum y su equipo pelean por primera vez contra los Flood, quienes con una nave Spirit llamada Brilliant Gift (que chocó en Halo y la repararon, es la nave que está derribada al principio del nivel de 343 Guilty Spark de Halo: Combat Evolved) abordaron Infinite Succor y al intentar detenerlos, fue muy tarde. Rtas 'Vadum y su grupo pelearon formas nuevas de Flood, pues Infinite Succor estaba llena de reservas animales para cacería y recolección y todos fueron infectados. Así, Rtas 'Vadum logra llegar al puente (Centro de mando) de la nave donde se encuentra el ministro de Etiología (Profeta a cargo de la nave), quien les dice que desactivó los controles y los Flood no podrían pasar. De ahí se fueron a un lugar secreto de la nave donde planean escapar de la nave, pero Rtas 'Vadum se da cuenta de que el ministro de Etiología sólo se preocupa por sí mismo y no por los demás, a lo que Rtas 'Vadum enfurece, lo arroja al suelo y le dice que ellos están aquí para asegurar la vida del Covenant, no la suya y lo dejan, aunque el ministro de Etiología fue infectado, Rtas 'Vadum supo que los Flood activaron la nave para dar un salto espacial y salir de la zona, pero Rtas 'Vadum cambió las coordenadas dirigiéndolos a la estrella más cercana.
Kusovai era un oficial de Spec Ops bajo mando de Rtas 'Vadum que también estaba en el grupo. Kusovai era reconocido por su gran habilidad con la Espada Energética, aunque Kusovai en Infinite Succor fue transformado por el parásito y peleó contra Rtas 'Vadum, aquí es donde Rtas 'Vadum pierde la mitad de su mandíbula por el corte de la espada de Kusovai. Aunque Rtas 'Vadum logró vencer a Kusovai, y salir pocos minutos antes de que la nave diera el salto espacial, se sabe que toda, absolutamente toda la tripulación y equipo de Rtas 'Vadum murió, y él fue el único sobreviviente.

### Halo: Combat Evolved
Rtas 'Vadum ya era Comandante de Spec Ops en la flota de Particular Justice y amigo del Supremo Comandante de la misma flota. Rtas 'Vadum dirigió los ataques Spec Ops en contra del Jefe Maestro, y logró escapar de Halo antes de que éste explotara.

### Halo 2
Junto con el Inquisidor, él y sus Elites van a la planta de gas en el planeta Threshold, donde deben acabar con los herejes, aunque no eran la única amenaza, pues los herejes liberan accidentalmente a los Flood en Threshold, pues esa planta también era una planta de investigación y detención Flood. El líder hereje llamado Sesa 'Refumee logra escapar de una batalla entre los herejes, los centinelas, los Flood y el Covenant y se encierra en un lugar que lo protegerá de la inminente tormenta que azotará la instalación. Afortunadamente, había un cable sosteniendo la instalación, y el Inquisidor le dijo a Rtas 'Vadum que lo cortaría, y que ellos se retiraran, no sin antes, Rtas 'Vadum le da su espada al Inquisidor para que corte los cables. Al final, Sesa 'Refumee es asesinado por el Inquisidor, que estaba con El Oráculo (343 Guilty Spark) y Tartarus va por ellos en un Phantom. 
Al regresar a Suma Caridad, Rtas 'Vadum se da cuenta de que los Brutes han tomado la posición de los Elites, y enojado va con los Profetas Jerarcas de la Verdad y Piedad a expresar su descontento, aunque Verdad le dice que se niega a escuchar más y lo sacan del lugar.
De ahí, a la Instalación 05, donde Rtas 'Vadum debe buscar el icono de la Instalación 05, donde junto con la UNSC pelean contra los Flood (que por alguna circunstancia ya habían sido liberados) y Brutes donde comienza la guerra civil Covenant, Rtas 'Vadum se mantiene junto al Inquisidor todo el tiempo, hasta el Cuarto de Control, donde Rtas 'Vadum le da al Inquisidor un Wraith para abrirse camino entre las fuerzas Brutes y liberar a sus aliados atrapados, aquí también el Sargento Johnson en un Scarab les dice a los Elites que deben pelear unidos, así forjando una alianza, y junto con el Scarab logran entrar al Cuarto de Control, donde los Elites de Rtas 'Vadum pelean contra Tartarus mientras que el recupararia un crucero de combate que se mostraba al fondo.

### Halo 3
Rtas 'Vadum se convierte en Comandante de Flota y dirige la Flota Sangheili, un caso raro de Comandante Spec Ops a Comandante de Flota, Rtas 'Vadum dirige la flota desde la nave capital Shadow of Intent. Llega a la Tierra cuando el portal al Arca es abierto y los Flood llegan también a la Tierra, y manda refuerzos a apoyar al Inquisidor y al Jefe Maestro. Al finalizar esto, la flota Sangheili bombardea la zona  con rayos de plasma para evitar la propagación Flood (los rayos azules que lanzan los cruceros Covenant son rayos de plasma que derrite la superficie, y obviamente mata a cualquier ser vivo). 
Después de discutir con Lord Hood, la Flota Sangheili cruza el portal hacia el Arca donde su flota se enfrenta a la flota de Verdad, la flota del Covenant, y aunque la batalla era desigual, pues el Covenant tenía más naves, Rtas 'Vadum logró ganar la batalla. En el Arca el Jefe Maestro y el Inquisidor matan a Verdad, y con esto se da fin al Covenant, y sólo quedaba un enemigo vivo... los Flood. Cortana se le apareció al Jefe Maestro donde un nuevo Halo se dio a conocer (La reconstrucción de la Instalación 04 que había sido destruida), el Jefe Maestro y el Inquisidor viajan a los restos de Gran Caridad que había llegado al Arca infestada de Flood y destruyen la ciudad, presuntamente junto con Gravemind, líder Flood aunque deben activar Halo para deshacerse completamente de los Flood y se dan cuenta de que Gravemind se reconstruía en el anillo. Después de que Halo es activado, Rtas 'Vadum, junto con los humanos regresa a la Tierra, y de ahí cede mando de la nave al Inquisidor y regresan a Sanghelios, su planeta.

## Otros datos
- Es uno de los primeros Elite en llamar "Spartan" al Jefe Maestro en vez de "Demonio".
- Es el único Covenant inmune a daño en la campaña de Halo 2.
- Su rango puede ser único, ya que al no ser Zealot no tendría derecho de hablarle a los Profetas Jerarcas directamente.
- Como todos los demás Elites, la doble "e" removida al final de su nombre indica que ya no forma parte del Covenant.

- Datos: Q3446390